# Skravelberget större 13

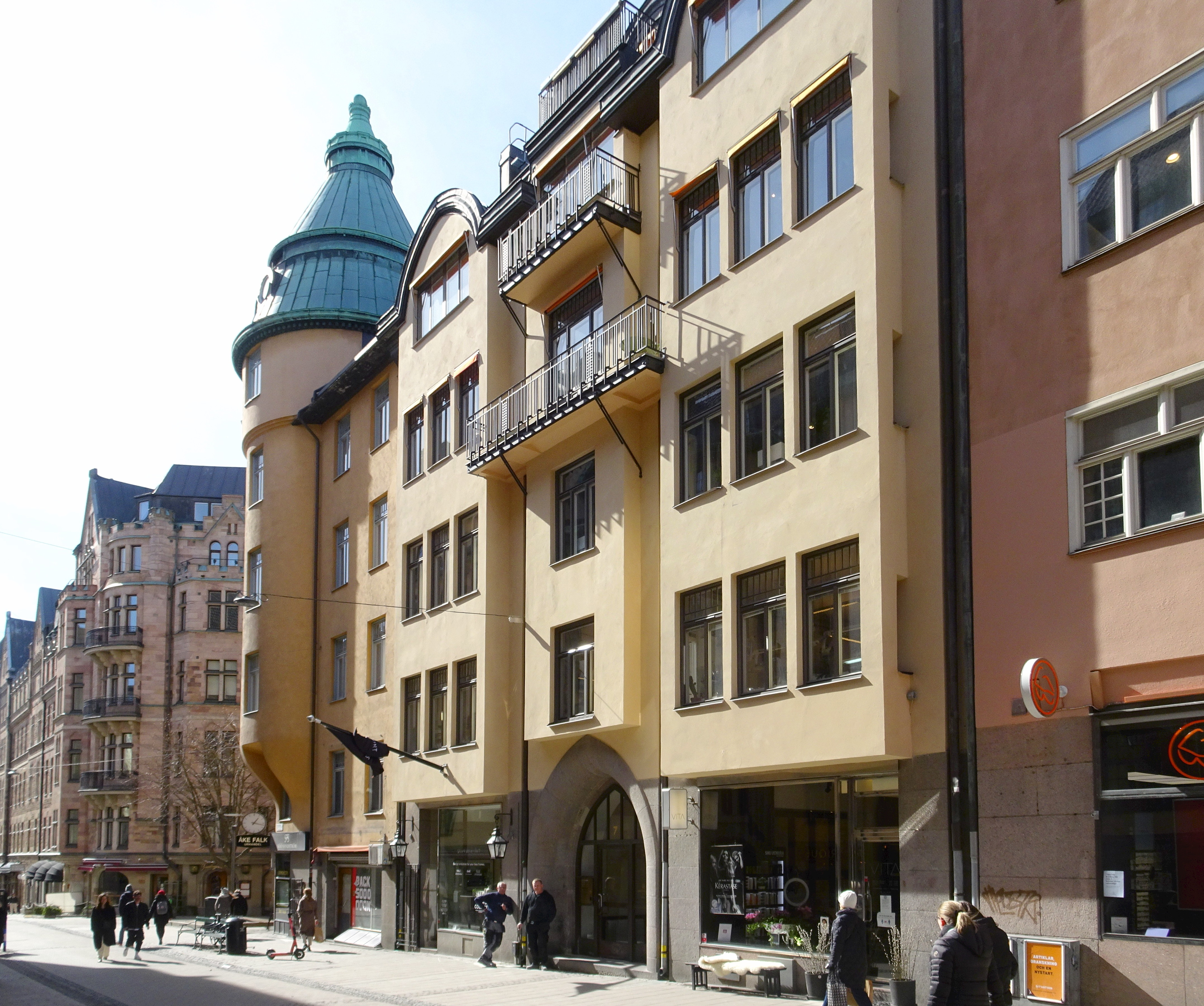
Skravelberget större 13, Nybrogatan 7, april 2021. Tornet hör till Skravelberget Större 14.

Skravelberget större 13 är en kulturhistoriskt värdefull kontorsfastighet i kvarteret Skravelberget större vid Nybrogatan 7 på Östermalm i Stockholm. Byggnaden stod färdig år 1911 och är grönmärkt av Stadsmuseet i Stockholm vilket innebär att den bedöms vara "särskilt värdefull från historisk, kulturhistorisk, miljömässig eller konstnärlig synpunkt".

## Kvarteret
Kvarteret Skravelberget större redovisas med ungefär samma läge på Petrus Tillaeus karta från 1733. Kvarteret har sin pendang i kvarteret Skravelberget mindre som ligger sydväst om Skravelberget större i stadsdelen Norrmalm. Namnet härrör från ett ”skrovligt” berg vid namn Skravelberget som låg ungefär där kvarteret Riddaren utbreder sig. Sin nuvarande form fick Skravelberget större i samband med att Birger Jarlsgatan drogs fram här på 1880-talet varvid Grev Turegatans södra del försvann tillsammans med den äldre bebyggelsen. Ursprungligen delades kvarteret i 11 tomter och efter nydaningen kring sekelskiftet 1900 i sju fastigheter. Idag (2021) består Skravelberget större efter en del sammanslagningar av sex fastigheter: 1, 11, 14, 19, 20 och 22.

## Byggnadsbeskrivning

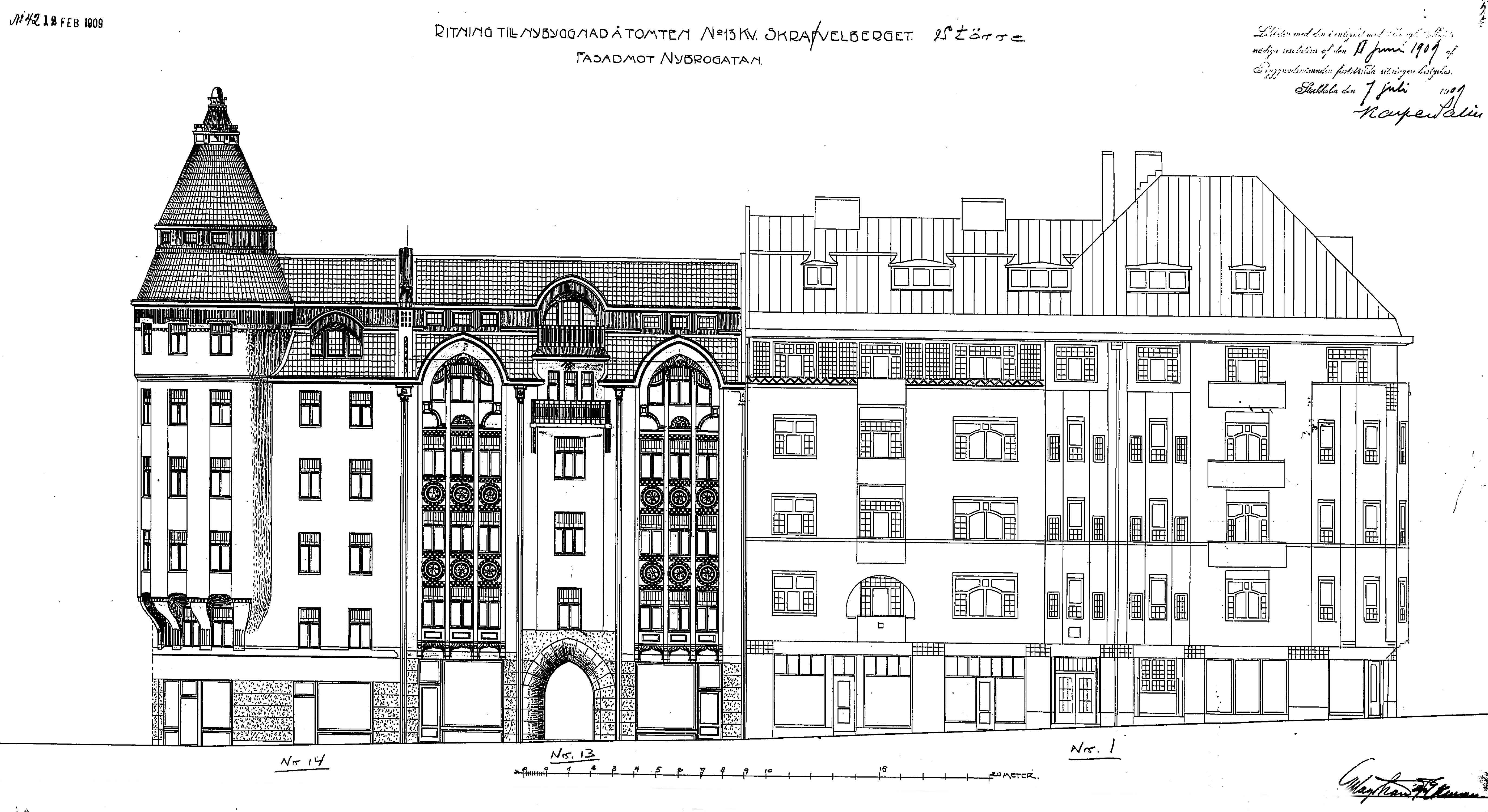
Fasadritning år 1909, från vänster: Skravelberget större 14, 13 och 1 (antydd).

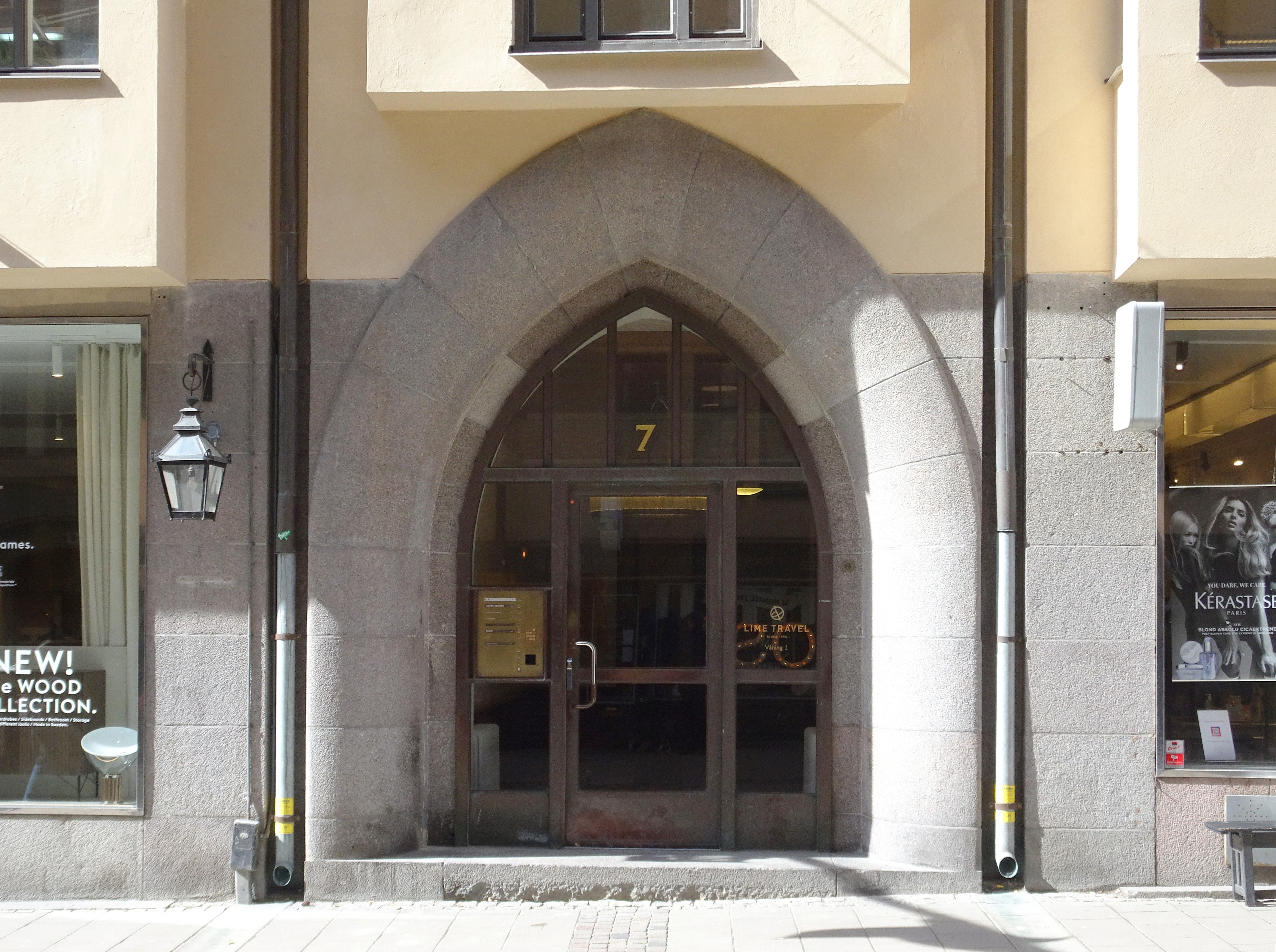
Entréportalen, Nybrogatan 7.

Fastigheten Skravelberget större 13 uppfördes mellan 1908 och 1911 tillsammans med grannhusen Skravelberget större 14 och 15 vid Nybrogatan 5 respektive dåvarande Smålandsgatan 4. Uppdragsgivare var byggnadsingenjören Johan Adolf Lundegren vilken stod som byggherre även för fastigheten Skravelberget större 11 vid Riddargatan 12. Lundegren anlitade arkitektkontoret Hagström & Ekman att rita samtliga tre byggnader som kom att utgöra en sammanhängande enhet med snarlik arkitektur. Byggmästare och konstruktör var AB Skånska cementgjuteriet.
Huset på den bara 15,5 meter breda tomten mot Nybrogatan 7 är exteriört en direkt fortsättning av Nybrogatan 5 dock med rikare fasadgestaltning. Fasaden indelades i tre burspråksliknande vertikala fält, de båda yttre försedda med rundade frontoner och det mittersta med balkonger. Fasaderna slätputsades, i höjd med bottenvåningen kläddes de med granitplattor. Entréportalen utfördes monumental som hög spetsbåge i granit. Hagström & Ekmans fasadritningar visar rik utsmyckning med jugendmotiv som dock inte kom till utförande. 
Huset fick fem våningar med delvis inredd vind och butiker i bottenvåning. Den smala tomten tillät bara en enda lägenhet per våningsplan. Den hade ursprungligen sju rum och kök samt jungfrurum och en rymlig entréhall. Ganska snart kontoriserades byggnadens lägenheter. 1931 utfördes en ombyggnad av bottenvåningen och våningen på 4 trappor efter ritningar av Gunnar Asplund när Svenska slöjdföreningen flyttade sitt huvudkontor hit. Vid Stadsmuseets inventering 1973 hade besökta lägenheter i huvudsak ursprunglig plan med varierande rumsformer och fast inredning såsom kälade tak med profilerad list, fältindelade väggar och sockelpaneler. Svenska Slöjdföreningens före detta huvudkontor är fortfarande (2021) inredd i den funktionalistiska stilen som skapades av Asplund på 1930-talet.

## Ägare
Byggherren Lundegren byggde på spekulation och sålde fastigheten direkt efter färdigställande 1912 till greven J.C. De la Gardie som även förvärvade grannhuset Skravelberget större 14 och bosatte sig där. Vid Stadsmuseets inventering 1973 var SAR:s Pensionskassa ägare. 2019 köpte Eric Douglas (genom Sparbössan Fastigheter) Skravelberget större 13 från Al Pension. I samband med förvärvet slogs fastigheten ihop med grannen Skravelberget större 1 som också ägs av Sparbössan Fastigheter.